# Frants Landt
Frants Georg Carl Landt (* 17. Januar 1885 in Nysted; † 21. April 1975 in Nysted) war ein dänischer Marinemaler, Seemann und Lotse.

## Leben
Der Sohn eines Fischers heuerte früh als Seemann an, wurde Erster Offizier und arbeitete später als Lotse.
Frants Landt begann 1912 zu malen. Die erforderlichen Kenntnisse eignete er sich als Autodidakt an. Nach einer ersten, privaten Ausstellung 1932 stellte er 1936 in der Königlich Dänischen Kunstakademie auf Schloss Charlottenborg aus.
Er begleitete als Maler 1936 König Christian X. von Dänemark und 1956 König Friedrich IX. von Dänemark auf der königlichen Yacht Dannebrog auf Reisen in das Nordmeer.
Ab etwa 1960 malte er nur noch auf Bestellung. Seine Bilder befinden sich heute in Museen und Privatbesitz – innerhalb und außerhalb von Dänemark.